# 巨盘木
巨盘木（学名：Flindersia amboinensis）为芸香科巨盘木属下的一个种。